# جولي كان
جولي كان (بالإنجليزية: Julie Kane)‏ هي كاتِبة وشاعرة أمريكية، ولدت في 20 يوليو 1952 في بوسطن في الولايات المتحدة.

## وصلات خارجية
- جولي كان على موقع ميوزك برينز (الإنجليزية)